# Cimarga (Cisitu)
Cimarga is een bestuurslaag in het regentschap Sumedang van de provincie West-Java, Indonesië. Cimarga telt 1119 inwoners (volkstelling 2010).